# منشأة راغب الطحاوي
قرية منشأة راغب الطحاوي هي إحدى القرى التابعة لمركز الحسينية في محافظة الشرقية في جمهورية مصر العربية. تأسست القرية سنة 1940م بعد فصلها عن زمام قرى حصة المناصرة وقهبونة والحماديين. حسب إحصاءات سنة 2006، بلغ إجمالي السكان في منشأة راغب الطحاوي 5126 نسمة، منهم 2529 رجل و2597 امرأة.